# Tim Merlier
Tim Merlier (født 30. oktober 1992 i Wortegem-Petegem) er en cykelrytter fra Belgien, der er på kontrakt hos Soudal Quick-Step. Han deltager i landevejscykling og cykelcross.
Ved PostNord Danmark Rundt 2018 vandt han tredje og femte etape, og blev samlet vinder af pointkonkurrencen. I 2019 gentog han etapesejren på femte etape med mål på Frederiksberg Allé. I 2019 og 2022 blev han belgisk mester i landevejscykling.